# Čaikpun Buda
Pagoda Čaikpun (Kyaikpun (burmansko ကျိုက်ပွန်ဘုရား, tɕaiʔpʊ̀ɴ pʰəjá|IPA)(က်ာ္ပန္ in Mon, Čaik (Buda) & Pon (Four) je pagoda v Bagu v Mjanmarju. Je svetišče štirih sedečih Bud našega časa. 27 m visoki kipi prikazujejo štiri Bude:  Kakusandho,  Konagamano,  Kasapo in  Gautamo Budo, ki sedijo v štirih položajih s hrbti skupaj, obrnjeni na štiri smeri neba. Sedeče Bude je zgradil kralj Migadipa iz Baga v 7. stoletju, obnovil jih je kralj Damazedi v 15. stoletju.